# Freziera tomentosa
Freziera tomentosa là một loài thực vật thuộc họ Theaceae. Loài này có ở Colombia, Ecuador, Peru, và Venezuela.